# ساندرا جنكينز
ساندرا جنكينز (بالإنجليزية: Sandra Jenkins)‏ (و. 1961 – م) هي لاعبة الكرلنغ، من كندا، ولدت في إدمونتون، شاركت في ألعاب أولمبية شتوية 2006، وكيرلنج في الألعاب الأولمبية الشتوية 2006 ‏.

## روابط خارجية
- ساندرا جنكينز على موقع الاتحاد الدولي للكرلنغ (الإنجليزية)
- ساندرا جنكينز على موقع أوليمبيديا (الإنجليزية)